# Rokicina
Rokicina – wieś w Polsce położona w województwie mazowieckim, w powiecie sochaczewskim, w gminie Młodzieszyn.
Sołectwo Nowa Wieś, Rokicina tworzą wsie Nowa Wieś i  Rokicina. W 2023 sołectwo liczyło 42 osoby.
| SIMC    | Nazwa    | Rodzaj    |
| ------- | -------- | --------- |
| 0732192 | Kaniówka | część wsi |
| 0732200 | Kornata  | część wsi |

W latach 1975–1998 miejscowość administracyjnie należała do województwa skierniewickiego.